# Комендант Лаутербурга
«Комендант Лаутербурга» — советский телефильм 1969 года по роману Э. Казакевича «Дом на площади» (журнал «Роман-газета», 1956, № 6, 7), продолжению романа «Весна на Одере» по которому снят фильм «Весна на Одере» — своеобразное продолжение этого фильма.

## Сюжет
События происходят в первые дни после Великой Отечественной войны — Лубенцов, ранее начальник дивизионной разведки в фильме «Весна на Одере», теперь в звании подполковника, и выпала ему сложная задача — быть комендантом немецкого городка Лаутербург…
Рассказ о буднях советской комендатуры в послевоенной провинциальной Германии, о смятении и неуверенных надеждах простых немцев на нормальную жизнь, о наведении комендатурой порядка и восстановлении мирной жизни, а также о преследовании недобитых нацистов.

## В ролях
В основных ролях:
- Николай Волков — Лубенцов
- Алексей Эйбоженко — Меньшов / от автора
- Георгий Мартынюк — Воронин
- Леонид Броневой — профессор Себастьян
- Ольга Яковлева — Эрика
- Юрий Лихачев — Касаткин
- Николай Серебренников — Яворский
- Анна Антоненко-Луконина — Альбина
- Всеволод Платов — Пигарев
- Геннадий Сайфулин — Гоша
- Оксана Левинсон — Ксения
- Валентин Никулин — Лерхе
- Вера Жуковская — Марта
- Юрий Багинян — Иост
- Игорь Кашинцев — Мариуциус
- Татьяна Кленова — Таня
- Людмила Богданова — Лизелотте фон Мельхиор
- Александр Юдин — Пауль

В эпизодах:
- Леонид Каневский — Коллинз
- Виталий Коняев — Воробейцев
- Григорий Лямпе — Меркер
- Аркадий Песелев — Вальтер
- Тигран Давыдов — эпизод
- Юрий Катин-Ярцев — эпизод
- Борис Кудрявцев — эпизод
- Василий Бочкарёв — эпизод
- Леонид Платонов — эпизод
- Леонид Сатановский — эпизод
- Владимир Анисько — эпизод
- Николай Лебедев — эпизод

## Критика
Внутренняя напряжённость спектакля «Комендант Лаутербурга» передается зрителю, несмотря на сдержанность внешних средств выразительности. Преобразуя прозу в театр, авторское повествование в сценическое действие, режиссёр как бы интенсифицирует душевную работу героев. Нейтрализован быт, опущены картины, специально рисующие победителя в стране побежденных, взят нравственный аспект проблемы: ответственность, которая ложится на плечи победителя.

Режиссёр последовательно собирает внимание вокруг главной мысли — о достоинстве народа, сознающего свою миссию.— Телевидение и радиовещание, 1977

## Рецензии
- Богатко И. — Телевизионное прочтение романа (Телеспектакль «Комендант Лаутербурга» по роману Э. Казакевича «Дом на площади») // Литературная Россия, 24 июля 1970